# الاعتراف القانوني بالعلاقات المثلية في صربيا
لا يتم الاعتراف قانونيا بالعلاقات المثلية من قبل القانونفي صربيا، إضافة إلى ذلك يعرف الدستور الصربي الجديد الذي اعتمد في نوفمبر 2006، صراحة الزواج بأنه بين رجل وامرأة (المادة 62). ومع ذلك، لا يتم ذكر أو حضر أشكال أخرى من الاعتراف القانوني، مثل الاتحادات المدنية أو الشراكات المنزلية.
في يناير/كانون الثاني 2011، منحت وزارة الخارجية الإذن للسفارة البريطانية في بلغراد لإقامة حفل بريطاني للشراكة المدنية بين مواطنين بريطانيين أو مواطن بريطاني ومواطن غير صربي. كما تقدم السفارة الفرنسية في بلغراد ميثاق التضامن المدني إلى المواطنين الفرنسيين وشركائهم الأجانب.
في مايو 2013، أُعلن عن تقديم مشروع قانون حول الشراكات المثلية الجنسية إلى البرلمان الصربي في 4 يونيو. يسمح القانون بزيارات المستشفى والمعاشات التقاعدية للشركاء المثليين، على الرغم من أنه من غير المعروف ما إذا كان هذا سيكون في شكل مساكنة غير مسجلة أو شراكة مسجلة.
في نوفمبر 2015، أعرب رئيس الحزب الديمقراطي الاجتماعي (والرئيس السابق) بوريس تاديتش عن دعمه لزواج المثليين وتبني المثليين للأطفال. كما يدعم زعيم حزب "لقد طفح الكيل"، ساشا رادولوفيتش ذلك. وأعرب حزب آخر، وهو الحزب الديمقراطي الصربي عن دعمهم المحتمل للاعتراف القانوني بالاتحادات المثلية.